# Kia XCeed
Ne doit pas être confondu avec Kia Ceed.
La Kia XCeed est un crossover du constructeur automobile sud-coréen Kia, dérivée de la berline compacte Kia Ceed et commercialisée à partir du quatrième trimestre 2019.

## Présentation

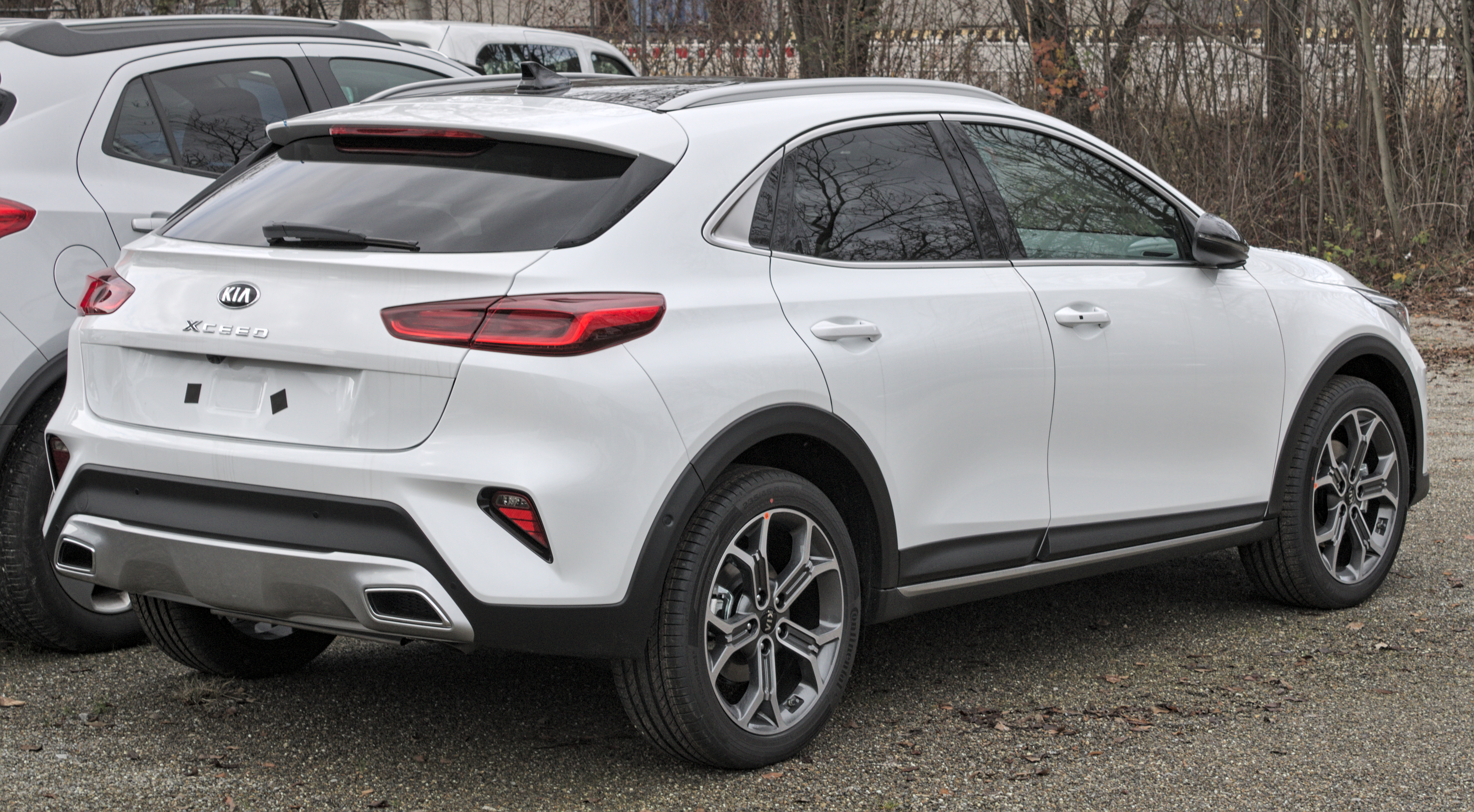
Kia XCeed phase 1

Kia dévoile la première image officielle de la XCeed le 5 juin 2019 et présente son crossover le 26 juin 2019, avant sa première exposition publique au salon de l'automobile de Francfort 2019.
Il adopte le nouveau logo Kia en 2021.

### Phase 2
La version restylée de la XCeed est présentée le 18 juillet 2022.

Kia XCeed phase 2
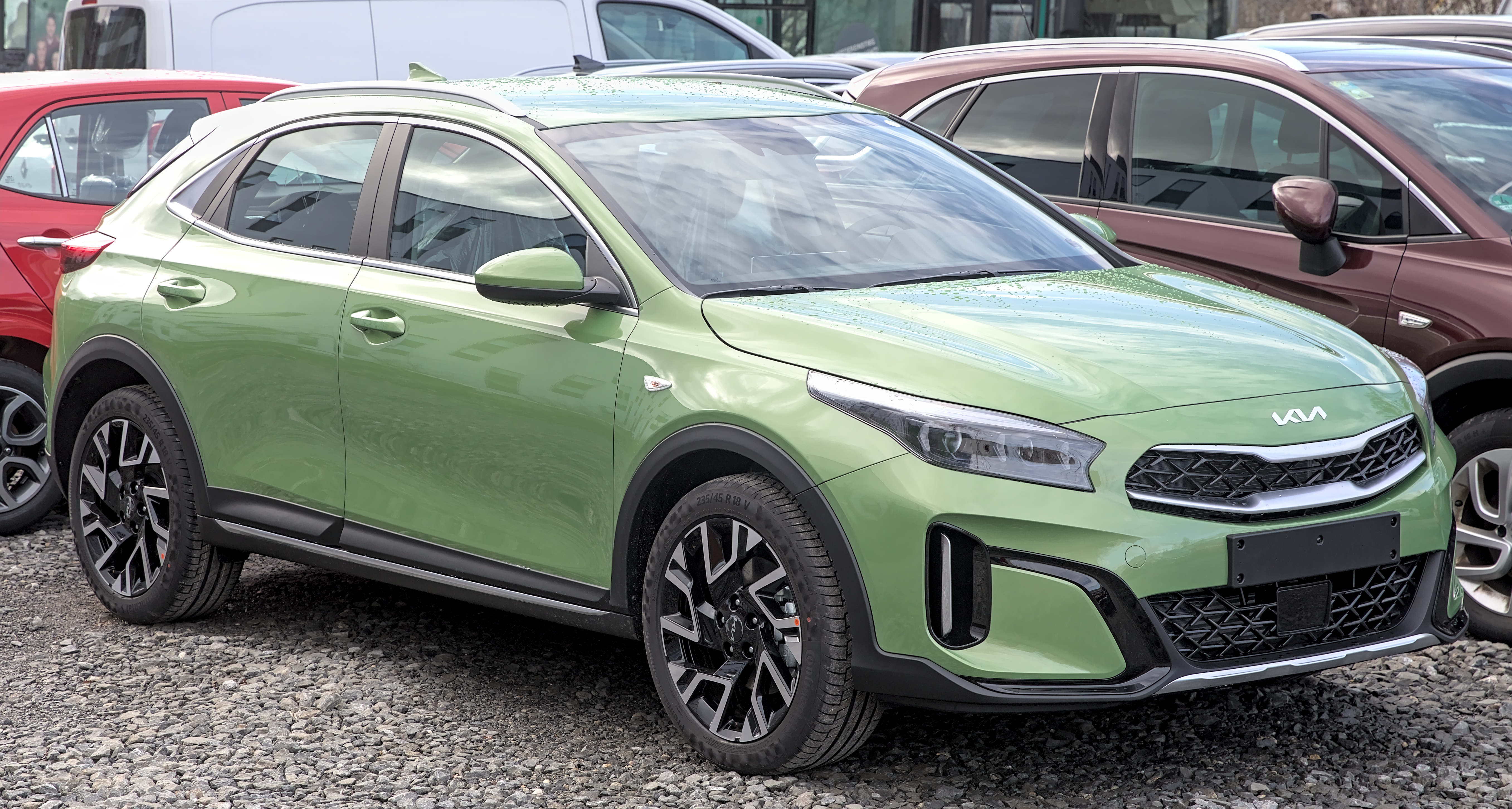
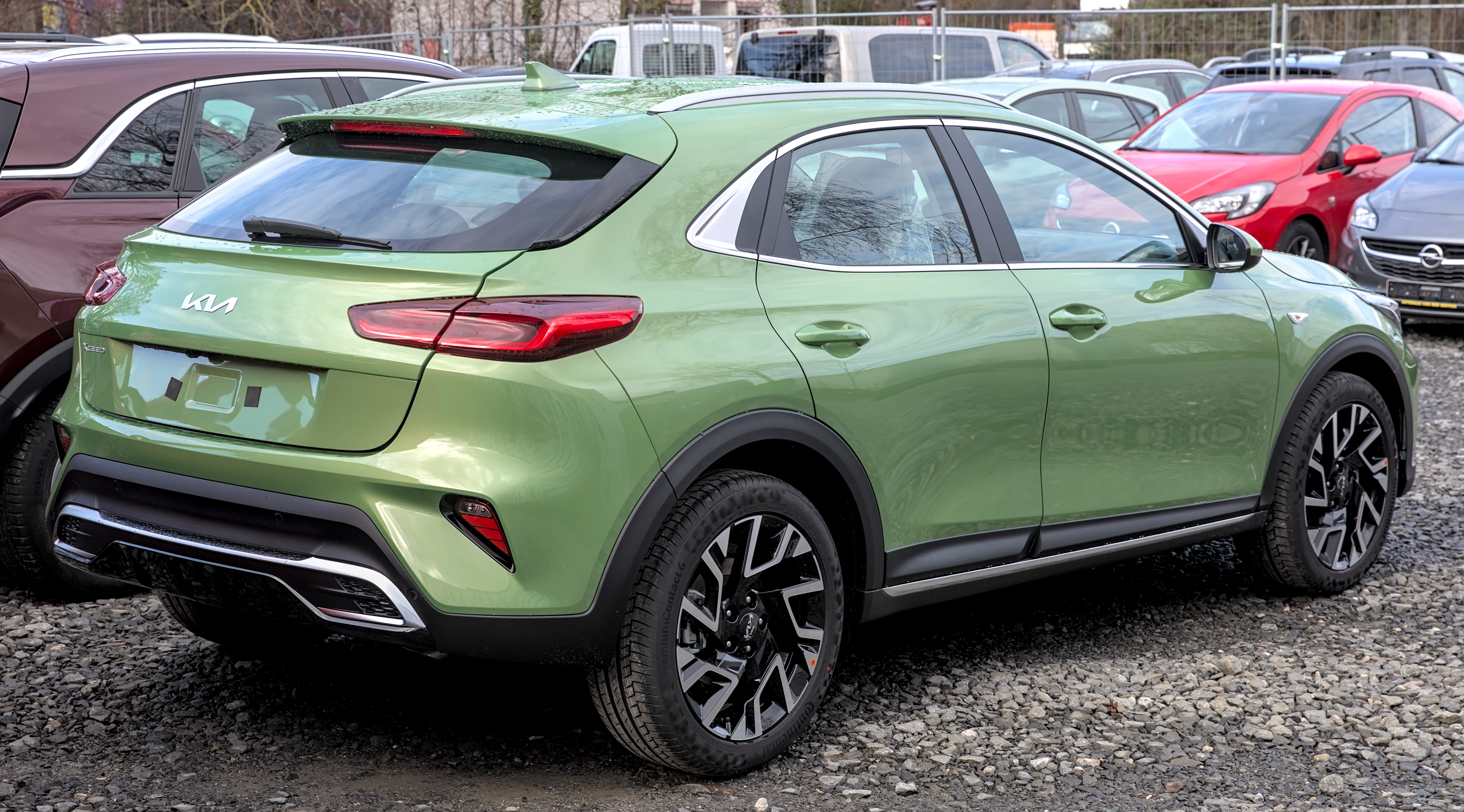

## Caractéristiques
La XCeed repose sur la nouvelle plateforme « K2 » de Kia, inaugurée par la Ceed. Elle est plus haute que celle-ci, mais plus basse que ses confrères SUV Stonic et Sportage.
La XCeed peut être équipée en option d'un combiné d’instrumentation 100 % numérique de 31 cm nommé « Supervision », et d'un écran tactile de 26 cm sur les finitions haut de gamme pour l'info-divertissement et la navigation.
En septembre 2019, Kia présente la version hybride rechargeable de son XCeed. Elle embarque reprend le groupe motopropulseur déjà vu sur le Kia Niro PHEV et la Hyundai Ioniq hybride rechargeable. Il s'agit d'un bloc essence 1.6 GDI. La puissance combinée est de 141 chevaux. La XCeed embarque une boîte double embrayage DCT à 6 rapports. L'autonomie de ses batteries de 8,4 kWh est portée à 48 km.

### Motorisations
| Carburant                                            | Essence              | Essence              | Essence              | Essence              | Diesel               | Diesel               | Diesel               | Diesel               | Essence + électricité |
| Moteur                                               | 3-cylindres en ligne | 4-cylindres en ligne | 4-cylindres en ligne | 4-cylindres en ligne | 4-cylindres en ligne | 4-cylindres en ligne | 4-cylindres en ligne | 4-cylindres en ligne | 4-cylindres en ligne  |
| Admission                                            | Turbocompressé       | Turbocompressé       | Turbocompressé       | Turbocompressé       | Turbocompressé       | Turbocompressé       | Turbocompressé       | Turbocompressé       | Atmosphérique         |
| Cylindrée (cm3)                                      | 998                  | 1 353                | 1 353                | 1 591                | 1 598                | 1 598                | 1 598                | 1 598                | 1 598                 |
| Puissance maximale ch (kW)                           | 120                  | 140                  | 140                  | 204                  | 115                  | 115                  | 136                  | 136                  | 141                   |
| au régime de (tr/min)                                | 6 000                | 6 000                | 6 000                | 5 500                | 4 000                | 4 000                | 4 000                | 4 000                | 5700                  |
| Couple maximal (N m)                                 | 172                  | 242                  | 242                  | 265                  | 280                  | 280                  | 320                  | 320                  | 265                   |
| au régime de (tr/min)                                | 1 500                | 1 500                | 1 500                | 1 500                | 1 500                | 1 500                | 1 500                | 1 500                | 1000                  |
| Boîte de vitesses                                    | BVM6                 | BVM6                 | DCT7                 | DCT7                 | BVM6                 | DCT7                 | BVM6                 | DCT7                 | DCT6                  |
| Vitesse maximale (km/h)                              | 186                  | 200                  | 200                  | 220                  | 190                  | 190                  | 196                  | 198                  | 160                   |
| 0-100 km/h (s)                                       | 11,3                 | 9,4                  | 9,5                  | 7,5                  | 11,4                 | 11,4                 | 10,6                 | 10,1                 | 11                    |
| Transmission                                         | Traction             | Traction             | Traction             | Traction             | Traction             | Traction             | Traction             | Traction             | Traction              |
| Consommation (en L/100 km) urbain/extra-urbain/mixte | ? / ? / 5,4 à 5,7    | ? / ? / 6 à 6,2      | ? / ? / 6 à 6,2      | ? / ? / 6,7 à 6,9    | ? / ? / 4,1 à 4,3    | ? / ? / 4,1 à 4,3    | ? / ? / 4,3 à 4,4    | ? / ? / 4,3 à 4,4    | ? / ? / 1,4 à 1,7     |
| Émissions de CO2 (en g/km)                           | 124                  | 137                  | 130                  | 143                  | 109                  | 115                  | 112                  | 117                  | 32 - 38               |
| Masse à vide (kg EU)                                 | 1 257                | 1 270                | 1 300                | 1 315                | 1 340                | 1 340                | 1 365                | 1 365                | 1519                  |
| Norme environnementale                               | Euro 6d-Temp         | Euro 6d-Temp         | Euro 6d-Temp         | Euro 6d-Temp         | Euro 6d-Temp         | Euro 6d-Temp         | Euro 6d-Temp         | Euro 6d-Temp         | Euro 6d-Temp          |

## Finitions
Phase 1 en France :
- Motion
- Active

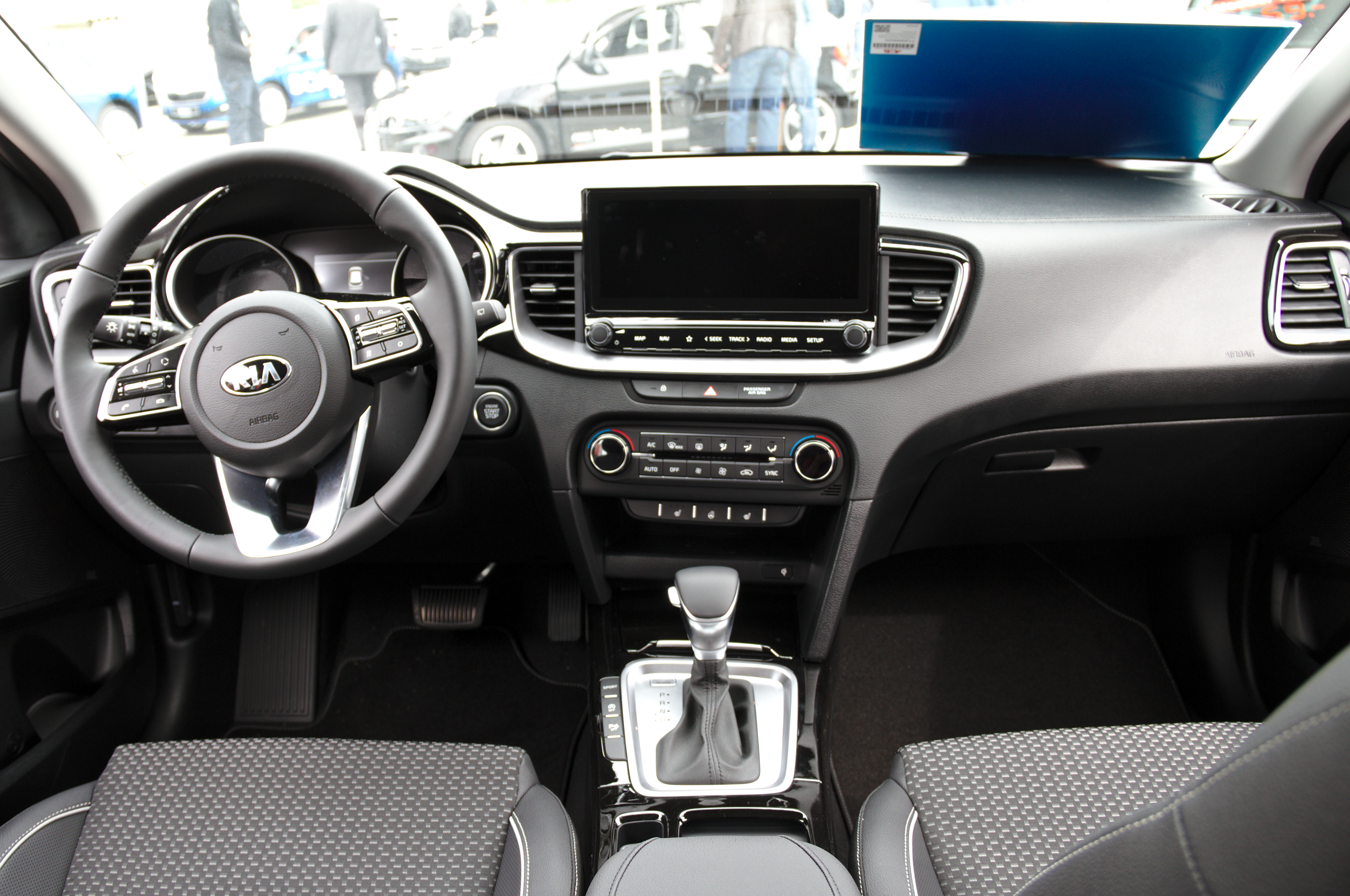
Kia XCeed phase 1 (intérieur)

- Launch Edition (puis Design dès juillet 2020)[11]
- Premium puis Lounge[Quand ?]

Phase 2 en France au lancement :
- Motion
- Active
- GT-Line